# Фенг
Фенг	 је jeдан од кућних љубимаца Рубеуса Хагрида. Он је његов верни сапутник. Много воли Харија, Рона и Хермиону.